# Histoire de La Réunion
Cet article relate les faits saillants de l'histoire de la Réunion, une île du Sud-Ouest de l'océan Indien qui, est un département et une région d'outre-mer français (DROM). Elle est située dans l'archipel des Mascareignes à environ 700 kilomètres à l'est de Madagascar et à 170 kilomètres au sud-ouest de l'île Maurice, terre la plus proche.

## Avant leXVIesiècle
Avant le XVIe siècle, seuls les Arabes et les Austronésiens (habitant l'Indonésie et la Malaisie d'aujourd'hui) connaissent l'océan Indien. Ainsi, en 1153, l'île était déjà connue des navigateurs arabes qui naviguaient sur la mer de Zanj (بحر زنج) et le géographe Charif Al Idrissi la baptisa « Dina Morgabim » (دينا مرغابن), l'île de l'ouest. L'Île Maurice prit le nom de « Dina Arobi » (île abandonnée) et Rodrigues celui de « Dina Mozare  » (Ile de l'est).
En 1498, Vasco de Gama arrive dans cet océan, remonte le canal du Mozambique, explore Madagascar, l'île de Mozambique et va jusqu'à Calicut, en Inde. Au passage, il détruit la ville de Kingani au nord de Madagascar. La colonisation européenne de l'océan Indien commence avec cette première grande expédition.

## Découverte par les Portugais (XVIesiècle)
S'il semble à peu près certain que la Réunion fut reconnue pour la première fois un 9 février (jour de la Sainte-Apoline) par des Portugais, les auteurs différent sur l'année et l'auteur de cette reconnaissance. Suivant les uns, ç'aurait été Jacques Lopez de Siqueira en 1507, suivant d'autres Pedro de Mascarenhas en 1512. D'autres navigateurs et dates sont avancés, tels que le Portugais Diogo Fernandes Pereira qui serait le premier navigateur européen à avoir croisé au large de La Réunion en 1504, le navigateur portugais Tristan da Cunha qui aurait aperçu l'île en 1507 lors d'un voyage aux Indes et l'aurait nommée Santa Apolonia (Sainte Apoline) du nom de la sainte du jour (le 9 février).
Il est certain que le navigateur portugais Pedro de Mascarenhas a donné son nom à l'archipel qu'il a découvert, formé par l'actuelle île de La Réunion, l'île Maurice et Rodrigues : Mascarenhas, qui deviendra en français Mascareignes. Son compatriote et ami Diogo Rodrigues a donné son nom à l'île de Rodrigues.

## Les premiers habitants (1611-1663)
Après la découverte par les Portugais, la future île Bourbon reste, par sa position géographique, à l'écart de la route de navigation vers les Indes. Dès le XVIIe siècle, les grandes puissances maritimes (Pays-Bas, Angleterre, France et Espagne en tête) participent à l'exploitation des ressources de nouveaux territoires et s'engagent dans l'entreprise coloniale. Elles « découvrent » les îles et s'y installent, utilisant la main-d'œuvre esclave, achetée principalement en Afrique et à Madagascar…

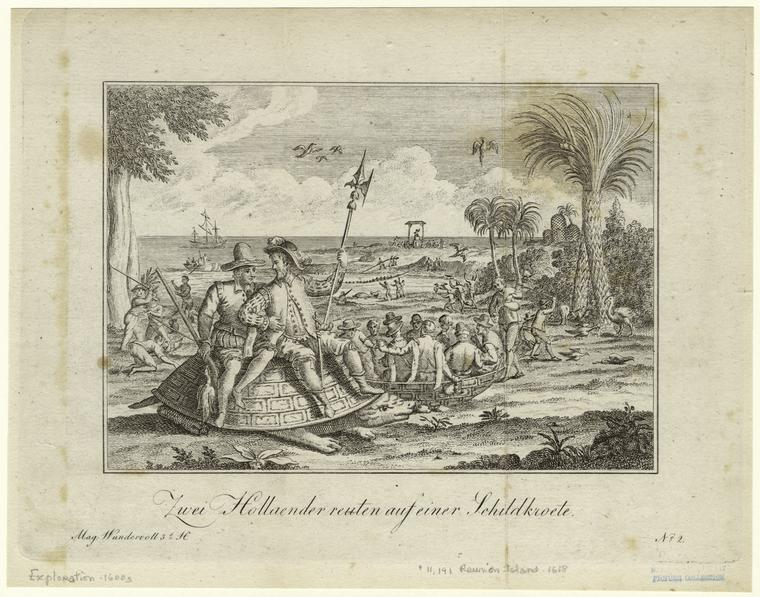
Deux Hollandais assis sur une tortue aux premières heures de l'histoire de La Réunion.

En 1611 , le 27 décembre, l'expédition de l'amiral hollandais Pieter Willemsz Verhoeff (Pierre-Guillaume Veruff), de retour de Java, passe à vue de La Réunion, mais n'y débarque pas.
En 1613, le 23 mars, le navire Pearl, de retour de Ceylan, fait escale à La Réunion et son capitaine, Samuel Castelton, baptise l'île encore inhabitée England's forest. Il décrit une île paradisiaque vierge avec des cours d'eau, des animaux : tortues, tourterelles, perroquets, ibis de La Réunion (ou solitaire), anguilles, canards, oies, tous extrêmement faciles à tuer.
En 1638, une expédition comprenant deux navires (La Marguerite et Le Saint-Alexis), conduite depuis Dieppe par le commandant Salomon Goubert, parvient sur l'île en juin 1638, date de la première prise de possession royale de l'île Mascarin (future La Réunion). Après six mois de navigation, le débarquement a lieu le jour de la Saint-Paul, le 15 juin : la baie en prend le nom. François Cauche, premier historien de Madagascar, fait partie de l'expédition.
En 1642, la Compagnie française de l'Orient reçoit ordonnance royale avec un monopole de quinze années à Madagascar et les îles voisines. Elle place Jacques de Pronis à la tête d'un contingent français en terre malgache replié sur le lieu nommé Fort Dauphin. Madagascar et les « îles adjacentes » constituent un ensemble bien identifié, mais Bourbon reste déserte. Les Français prennent une seconde fois possession de Mascarin au nom du roi de France Louis XIII et la rebaptisent Île de Bourbon.
Il faut attendre 1646 pour évoquer les premiers pas d'une implantation. Sur ordre d'Étienne de Flacourt, Jean Leclerc dit des Roquettes et 11 autres mutins de Fort Dauphin (petit comptoir vers la route des Indes dans le Sud de Madagascar) sont abandonnés à La Réunion avec quelques chèvres et des semences. Débarqués du Saint-Laurent, ils sont installés à l'endroit qui deviendra le Quartier des Français de Sainte-Suzanne / Saint André, sur les bords de la Rivière Saint-Jean. Le 7 septembre 1649, on les ramène, contre leur gré, à Fort-Dauphin. Une première carte de l'île est dressée avec les informations de ces mutins.
En décembre 1649, Étienne de Flacourt, séduit par la description de l'île faite par les mutins, décide d'un nouveau voyage, visant à prendre possession de cette terre au nom du roi de France. Sur le bateau Le Saint-Laurent, le capitaine Roger Le Bourg, envoyé par de Flacourt, prend à nouveau possession de l’île, en débarquant au lieu-dit la Possession. Il officialise la nomination d'« Isle Bourbon ». Quatre génisses et un taureau sont débarqués, mais l'île reste vierge.
Le 2 octobre 1654, une mission, partie de Fort-Dauphin, embarque sur le navire Ours Antoine Couillard dit le taureau ou Maravole, avec sept Français et six Malgaches. Ils débarquent en baie de Saint-Paul avec cinq vaches, un taureau, des cochons, de la volaille et des plants de tabac. Ils repartent en 1658, croyant se rendre à Madagascar, alors que le navire Thomas Guillaume se dirige vers les Indes.
Le 10 novembre 1663, le Saint-Charles en provenance de Fort-Dauphin, mouille à la grotte des Premiers Français à Saint-Paul. Deux Français dont Louis Payen (le nom du second Français fait l'objet de débat, c'est peut-être Pierre Pau), débarquent avec dix serviteurs malgaches dont trois femmes. L'île Bourbon est dès lors définitivement occupée et devient colonie à part entière et aussi la première base française de l'océan Indien.

## La période de la Compagnie des Indes (1664-1767)

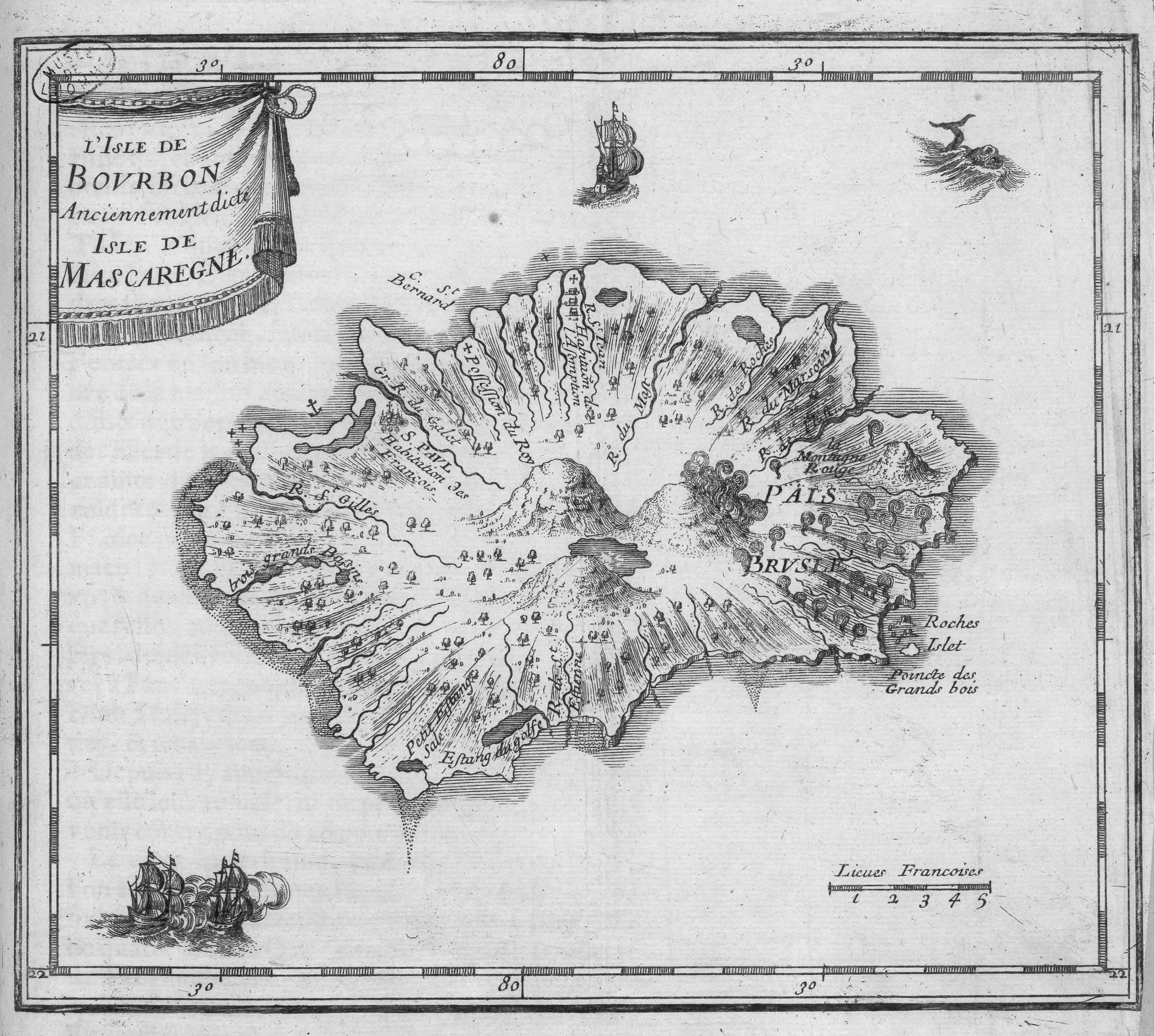
Bourbon en 1661.

### Premier peuplement
Dans la compétition mondiale pour le contrôle des océans, Britanniques, Hollandais et Danois ont déjà organisé des compagnies de commerce. Ce n'est que le 27 août 1664 que la monarchie française crée la Compagnie des Indes orientales. Pendant un peu plus d'un siècle (de 1664 à 1767), cette compagnie administre directement l'île Bourbon qui lui est concédée par le roi de France Louis XIV, avec mission de mener une politique de peuplement, de mise en valeur des ressources locales et de défense. Elle y tient en outre les fonctions régaliennes de justice (conseil des notables), et a charge de lever les impôts. L'Île Bourbon fait office d'escale sur la route des Indes. L'administration de l'île est sous l'autorité d'un administrateur qui porte le titre de chef de poste (jusqu'en 1671), puis successivement de commandant ou de gouverneur (1671-1715).
Le 7 mars 1665, Étienne Regnault, commis aux écritures de Colbert, embarque de Brest à bord de l’un des vaisseaux de la flotte de Beausse qui comprend quatre navires : le Saint-Paul, la Vierge du Bon Port, le Taureau, l’Aigle blanc. Les vaisseaux font route vers Madagascar. La flotte fait escale à Bourbon (La Réunion) à Saint-Paul, en juillet 1665 pour ravitailler les vaisseaux en eau potable et vivres frais. Étienne Regnault reste sur l'île accompagné d'une vingtaine d'hommes ; ce sont les premiers colons officiels ; ils s'installent à proximité de l'étang de Saint-Paul. Étienne Regnault est alors nommé le 9 juillet 1665 par les membres du conseil, commandant de Bourbon, une fonction qui le place comme représentant principal de l'autorité métropolitaine et chef de l'administration de la colonie. Très vite, le gouverneur s’emploie à développer l’île Bourbon en plantant des vignes, des patates douces, du coton, du chanvre et même du riz dans les terres aquatiques de l’Étang Saint-Paul et du sel à la « Pointe au Sel ». En 1665, l'île Bourbon compte 30 à 35 personnes. La colonie est basée au camp Jacques à droite de l'embouchure de l'étang de Saint-Paul.
L'administration crée les premiers quartiers : Saint-Paul (1665), Sainte-Suzanne (1667), et Saint-Denis (1669). Elle exploite les richesses (tortues, gibier…) et accorde les premières concessions.
En février 1667, le Saint-Jean Baptiste appartenant à la flotte du marquis de Montdevergues, débarque 200 malades. Le père Louis Lanonino de Matos, cordelier portugais embarqué au Brésil, accepte l’invitation de Regnault de poser ses bagages dans l’île, qui n’avait pas de pasteur. Il fut le premier prêtre qui exerça le saint ministère durant trois mois à La Colonie. À son invitation, Regnault et les habitants s'empressèrent de construire sur les bords de l'Étang la première église de La Réunion. La même année les cinq premiers mariages sont célébrés dans l’île.
En 1667 naît le premier enfant connu de Bourbon : Estienne Cazan. Le 14 août 1668 eut lieu le premier baptême de l'histoire de Bourbon, celui d'Anne Mousse, fille de Jean Mousse et Marie Caze, qui faisaient partie des Malgaches débarqués avec Louis Payen. La colonisation définitive de l'île commence avec l'arrivée des premiers colons français accompagnés d'une main-d'œuvre malgache qui n'est pas encore officiellement asservie. Les « serviteurs » sont au service des colons de la Compagnie des Indes.
En 1671, l'île Bourbon compte 76 habitants.
En 1674, l'île Bourbon accueille les rescapés du massacre de Fort-Dauphin, et devient alors la seule escale française sur la route des Indes. L'île compte alors 128 habitants. À la suite de ce massacre, en 1675, le gouverneur d'Orgeret doit faire face à une tentative de soulèvement de Noirs qui espèrent avoir le même succès. Mais le complot est découvert et les meneurs sont pendus. Cet évènement provoque l'insécurité et le manque de main-d'œuvre dans le milieu agricole. L'île connaît alors la famine. Pendant six ans, l'île va tomber dans l'oubli et la colonie va prospérer.
En janvier 1680, les citoyens de Bourbon élisent le père Bernardin de Quimper au poste de gouverneur. Ce capucin est arrivé dans l'île en mai 1676, à bord du Saint-Robert, c'est le seul prêtre de Bourbon. Si les colons le choisissent comme gouverneur, c'est parce que l'homme est instruit. Il essayera d'intéresser Louis XIV à l'île Bourbon.
En 1686, l'île Bourbon compte 314 habitants, dont 212 personnes libres, et 102 « domestiques » (esclaves).
Le 5 mai 1689, Henri Habert de Vauboulon embarque sur le Saint-Jean Baptiste, il vient d'être nommé gouverneur et grand juge à Bourbon par ordre du Roi. Il réalise les premières concessions de terres en 1690 pour sécuriser les colons.
En 1699, un navire anglais propose ouvertement à la vente 16 esclaves, c'est le début de la traite négrière. Le gouverneur de La Cour accepte et  prélève une dîme sur le prix de vente à son compte.
En 1700 : Versailles prend en considération cette escale sur la route des Indes. L'île est de plus en plus fréquentée.
En 1702, le gouverneur de Villers promulgue une ordonnance sur les châtiments. Cette ordonnance distingue les châtiments entre Blancs et Noirs pour les mêmes délits.
En 1704, un recensement à Bourbon dénombre 734 habitants.

### La culture du café

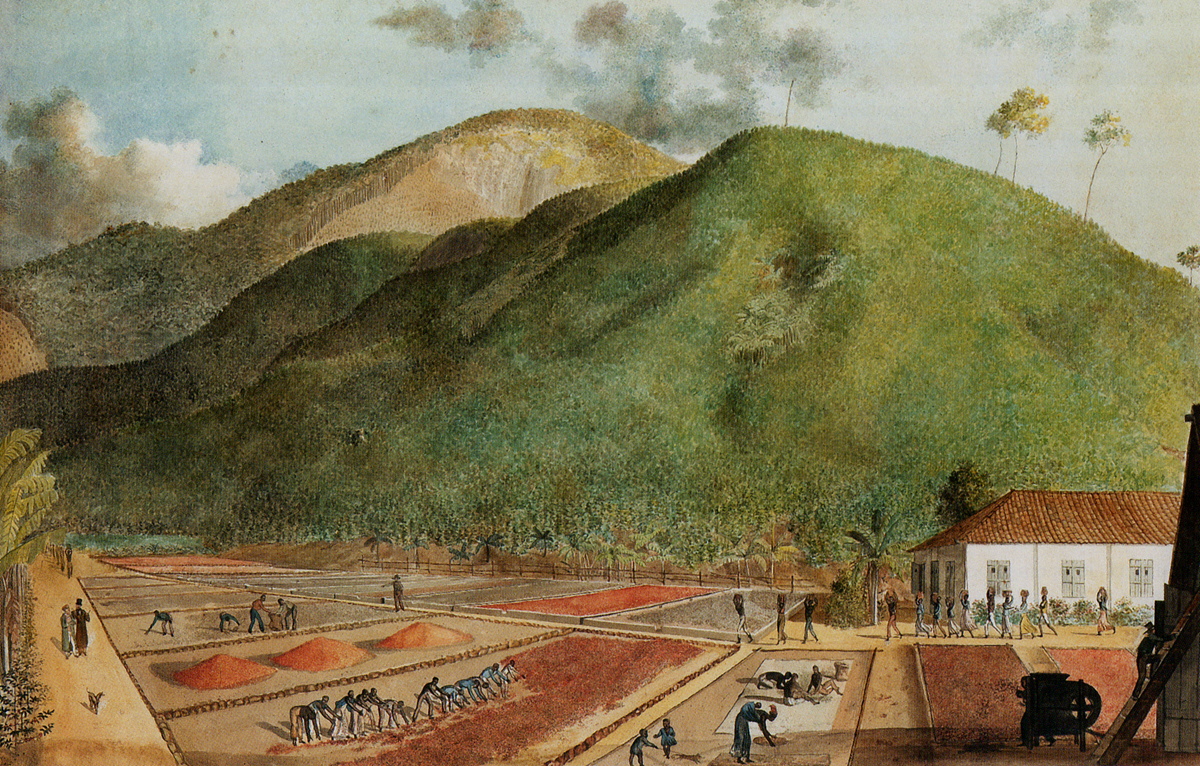
Esclaves cultivant le café dans une habitation agricole de l'île Bourbon (aquarelle attribuée à J. J. Patu de Rosemont, début du XIXe siècle).

Au cours des premières années de la Compagnie des Indes, les habitants vivent des activités agricoles (élevage et cultures du blé, du maïs, du riz). Le début de la décennie 1710 marque les premières orientations commerciales vers la culture du café. En Europe, ce produit connaît son essor à partir du milieu du XVIIe siècle. En 1708 des corsaires malouins organisent la première « expédition de Moka », en contournant l’Afrique, et rapportent 1 500 tonnes de café du Yémen à Saint-Malo. En 1711 une deuxième expédition de Moka est organisée par Antoine Crozat.
Après plusieurs études, la Compagnie des Indes envisage la culture et de bonnes récoltes de café sur les sols bourbonnais, avec des possibilités lucratives. L'expédition organisée par Louis Boyvin d'Hardancourt, secrétaire général de la Compagnie des Indes, passant par Pondichéry, Chandernagor puis Bourbon, permet de reconnaître l'existence d'une variété locale de café.
En 1715, la Compagnie des Indes orientales charge Guillaume Dufresne d'Arsel d’implanter à La Réunion des plants de Moka, via la troisième des expéditions de Moka. Dès septembre 1715, six plants de Moka, offerts par le sultan du Yémen, sont ensemencés à Saint-Paul de la Réunion. La Compagnie des Indes orientales organise la production, l'achat de graines, construit des greniers et des routes. Afin de déployer la culture du café et d'intensifier l'approvisionnement des marchands européens, Henry de Justamond, gouverneur de Bourbon oblige tous les habitants à cultiver le café en exploitant au moins cent pieds.
Avec les financements lancés par le banquier John Law, la Compagnie développe ainsi deux variétés de café : le Moka (originaire d'Arabie et qui doit son nom au port yéménite d'où il s'exporte) et le Bourbon pointu (local).
Sous la direction successive des gouverneurs Joseph Beauvollier de Courchant (1718-1723) et Antoine Desforges-Boucher (1723-1725), la primauté du café s'impose. La production de café progresse alors régulièrement. Quatre quartiers (Sainte-Suzanne, Saint-Paul, Saint-Denis et Saint-Louis) composent l'essentiel des activités caféières. On passe d'un récolte exportée évaluée à 2 tonnes en 1723, à 1 200 tonnes au début des années 1740. Cette croissance conduit à la concentration des terres et à l'enrichissement de plusieurs familles, telle celle des Desbassayns.
Dans une lettre au ministre de la Marine du 27 avril 1728, le gouverneur de La Réunion Pierre-Benoît Dumas s'enthousiasme : « On ne peut rien voir de plus beau que les plantations de café qui se multiplient à l'infini. Cette île sera dans peu capable d'en fournir au-delà de la consommation du royaume ».

### L'esclavage colonial

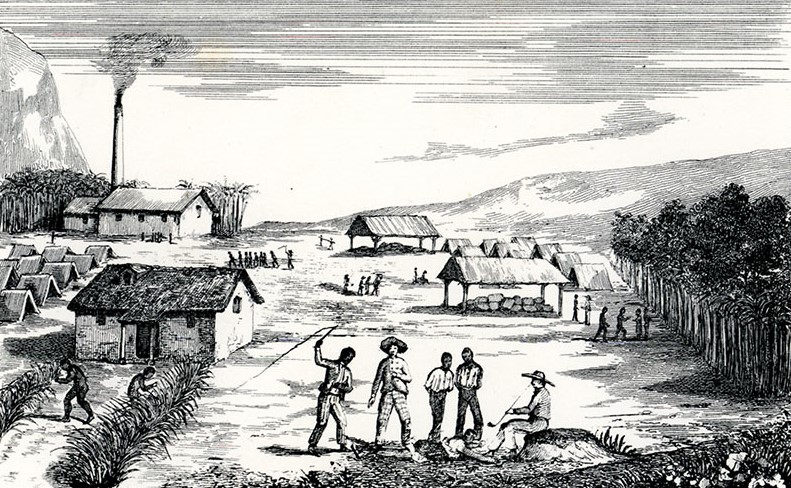
Représentation d'une habitation esclavagiste à Bourbon, gravure extraite de Les Marrons de Louis Timagène Houat, 1844.

L'esclavage à Bourbon est présent dès les premières années de son peuplement. Initialement, il est théoriquement interdit par les statuts de la Compagnie des Indes orientales. Cela n'empêche pas la naissance d'un commerce d'esclaves malgaches ou indiens entre les premiers habitants et les navigateurs. Jusqu'en 1767 se maintient l'importation d'esclaves venant d'Afrique de l'Ouest.
Le développement de la culture du café et des épices est lié à l'intensification de l'esclavage et à l'officialisation du système esclavagiste.
Le développement des exploitations caféières a enrichi certains exploitants, mais d'autres, ne pouvant acquérir autant d'esclaves que nécessaire, se voyaient acculés à céder leurs propriétés, ruinés par la baisse des cours du café. Ils se réfugiaient sur les hauteurs de l'île, vivant pauvrement de cultures vivrières : on les a nommés les « Petits Blancs des Hauts ». La population des Hauts augmentait avec ces nouveaux arrivants et les zones centrales de l'île se peuplèrent : les cirques de Salazie et de Cilaos, le plateau de la plaine des Palmistes et de la plaine des Cafres.
Les producteurs de canne avaient recours à l'esclavage pour exploiter leurs plantations. La main-d'œuvre venait surtout d'Afrique de l'Est (les « cafres »), de Madagascar, de Guinée et d'Inde. Un petit nombre d'esclaves parvenaient à s'enfuir des propriétés, et cherchaient refuge dans les zones montagneuses. On appelle ces fugitifs : les Marrons. Ces fuyards étaient pourchassés par des chasseurs professionnels de Marrons et par la gendarmerie.
L'accroissement considérable des effectifs d'esclaves, l'existence de Marrons qui se livraient à des rapines nocturnes, créaient pour les grands propriétaires un climat d'insécurité croissant, d'où résultaient un antagonisme croissant entre esclavagistes et esclaves, une sévérité toujours accrue des maîtres, des révoltes d'esclaves durement réprimées…
En un siècle, la population de l'île s'accroît rapidement, avec une forte croissance de la proportion d'esclaves :
| Année | Population libre | Population esclave | Population totale |
| ----- | ---------------- | ------------------ | ----------------- |
| 1689  | 212              | 102                | 314               |
| 1709  | 492              | 384                | 876               |
| 1714  | 623              | 534                | 1 157             |
| 1735  | 1 716            | 6 573              | 8 289             |
| 1750  | 2 834            | 11 893             | 14 727            |
| 1763  | 4 267            | 15 419             | 19 686            |
| 1779  | 6 929            | 30 209             | 37 138            |
| 1789  | 9 211            | 42 588             | 51 799            |

### À partir de 1735: Bourbon subordonnée à l'île de France
En 1735, Bertrand-François Mahé de La Bourdonnais devient le premier « gouverneur général des îles de France et de Bourbon ». Il transfère le siège du gouvernement de Saint-Denis à Port-Louis dans l'Île de France (actuelle île Maurice) et de ce fait privilégie l'île de France à Bourbon, car elle bénéficie d'un port naturel, Port-Louis, base navale idéale pour la lutte maritime que se livrent l'Angleterre et la France pour la domination de l'Inde. L'île Bourbon est cantonnée au rôle de pourvoyeuse de l'île de France et des flottes de guerre et de commerce en denrées alimentaires. Il mate les mouvements de résistance en transférant les hommes d'une île à l'autre. Il met en place la chasse aux noirs à La Réunion et organise des milices pour faire des battues et aller « dénicher les marrons ».
Le 26 septembre 1738, Saint-Paul perd son titre de capitale de Bourbon, Saint-Denis devenant le chef-lieu de l'île.
En 1741, des esclaves de l'île Bourbon sont recrutés pour la guerre contre les Britanniques en Inde.
En 1751 : publication de l'Encyclopédie de Diderot et d'Alembert, qui définit ainsi l'île Bourbon, encore appelée Mascareigne : 

« île d’Afrique dans l’Océan éthiopique à l’orient de l’île de Madagascar. Elle peut avoir 15 lieues de long, 10 de large & 40 de tour. Elle fut découverte par un Portugais de la maison de Mascarenhas. Les François s’y établirent en 1672 ; c’est l’entrepôt des vaisseaux de la compagnie des Indes. Elle est fertile, l’air y est sain, les rivieres poissonneuses, & les montagnes pleines de gibier. On recueille sur le rivage de l’ambre gris, du corail, des coquillages ; mais la fréquence & la violence des ouragans y désolent tous les biens qui sont sur terre. »

D'après un recensement effectué en 1754 par le Conseil supérieur de Bourbon, on dénombre 3 376 blancs et 13 517 esclaves.
L'île Bourbon participe à la guerre de Sept Ans (1756 à 1763}, qui oppose la France à la Grande-Bretagne en Inde. Les habitants vendent des esclaves pour servir dans l'escadre de Lally-Tollendal.
En 1764, le roi rachète les îles de France et de Bourbon à la Compagnie des Indes après la faillite de cette dernière. La rétrocession ne sera cependant effective que le 14 juillet 1767. L'île entre pendant 30 ans dans une période économique très faste avec l'exportation des épices et du café.

## La période royale (1767-1789)
En 1767, sur l'ordre de Louis XV, les Mascareignes sont placées sous l'autorité d'un gouverneur général et d'un intendant siégeant à l'île de France (actuelle île Maurice). À Bourbon, un gouverneur et un ordonnateur ont la charge de l'administration. La période royale traduit une rupture dans l'organisation administrative : à la configuration des cinq quartiers de l'Est vers le Sud (Saint-Benoît; Sainte-Suzanne, Saint-Denis, Saint-Paul, Saint-Pierre) s'ajoutent désormais sur le littoral Saint-André, Sainte-Marie, Saint-Leu, Saint-Louis et Saint-Joseph. D'après l'historien du XIXe siècle Georges Azéma, la rétrocession fut décidée en août 1764 mais ne s'effectua réellement que le 14 juillet 1767.
La traite s'intensifie et se lit dans l'évolution du peuplement : en seize ans, entre 1763 et 1779, l'île passe de 19 000 à 37 000 habitants, soit un quasi-doublement qui s'explique par la progression de la part des esclaves (de 15 000 à 30 000).
Sur le plan économique, c'est la période des épices. L'intendant et botaniste Pierre Poivre (1719-1786) et Joseph Hubert (1747-1825) introduisent notamment des épices (girofle, muscade) qui apportent un modeste complément à la culture du café. Les premiers plants sont importés à l'Île de France, avant d'être cultivés avec succès à Bourbon. L'action de Pierre Poivre a considérablement enrichi et diversifié la flore de l'île. En 1772, les premiers girofliers sont plantés dans l'île.
Au milieu du XVIIIe siècle débute la culture de la canne à sucre, alors que règnent encore le café et les épices. La première sucrerie est créée par Laisné de Beaulieu à Saint-Benoît en 1783. Elle est détruite en 1788 par un cyclone.
En 1789, l'île compte 51 799 habitants, dont 9 211 personnes libres et 42 588 esclaves.

## La période révolutionnaire et impériale (1789-1815)

### Période révolutionnaire et consulat (1789-1804)
C'est une période trouble pour l'île, qui subit les contrecoups des guerres de la Révolution et de l'Empire. Avec sa circulaire du 4 décembre 1789, le gouverneur Charpentier de Cossigny autorise — dans les quartiers exclusivement — la réunion de colons en assemblée, afin d'approuver ou non la formation d'une Assemblée coloniale. L'acte de naissance de l'Assemblée coloniale (mai 1790) peut être considéré comme la véritable introduction de Bourbon dans la Révolution, qui bouscule l'autorité du gouverneur Jean-Baptiste Vigoureux Duplessis.
Dans un contexte de guerre, en 1793, après la mort du roi Louis XVI, le nom de l'île est modifié. Par le décret du 19 mars 1793, la Convention, sur la proposition du ministre de la Marine Gaspard Monge, décrète que le nom de l'île sera celui de « l'île de la Réunion ». Cette dénomination peut se lire comme le souvenir de la réunion du 10 août 1792 entre les Marseillais et plusieurs des bataillons de la garde nationale préposés à la garde des Tuileries, événement qui amène la chute de la royauté. Le gouverneur royaliste est arrêté.
L'abolition de 1'esclavage décrétée le 4 février 1794 est refusée
par les colons. En accord avec l'île de France, les représentants de l'Assemblée coloniale réunionnaise expriment leur refus d'abolir l'esclavage. En juin 1796, les deux commissaires du Directoire chargés de mettre en application le décret, Étienne Laurent Pierre Burnel et Baco de la Chapelle, sont contestés puis expulsés par les colons avec le soutien du gouverneur, le comte de Malartic.
De 1793 jusqu'à 1795, l'île connaît une grave pénurie de denrées alimentaires, mais grâce aux corsaires, elle parvient à subsister.
En 1798, la Réunion devient hors-la-loi vis-à-vis de la métropole et s'enferme dans une autonomie.
En 1799, l'Assemblée coloniale impose à l'île une véritable dictature.
En 1801, la Réunion revient sous le contrôle de la France après la prise de pouvoir de Bonaparte.
La loi du 20 mai 1802 légalise l'esclavage.
Cependant, Napoléon transforme à nouveau le statut de la colonie en la plaçant sous l'autorité du capitaine général Decaen résidant sur l’île de France. L'assemblée coloniale est dissoute après sa dernière réunion le 1er octobre 1803.

### Premier Empire (1804-1810)
La France et l'Angleterre sont en guerre depuis 1793. Après une courte trêve lors de la paix d'Amiens (1802), le conflit reprend en 1803 jusqu'en 1815, pour le contrôle de la route des Indes. En 1806, par l'acte du 26 septembre, le général Decaen change le nom de l'île, désormais « île Bonaparte » en hommage au nouvel empereur.
En 1807, des catastrophes naturelles exceptionnelles ravagent toutes les cultures de café et de giroflier. Ces événements précipitent l'abandon du café, dont l'intérêt économique décline. Les exploitants se tournent vers la canne à sucre, dont les débouchés en métropole s'accroissent considérablement depuis la perte, par la France, de Saint-Domingue (Haïti) et avec le passage de l'île de France (île Maurice) sous domination anglaise.
En 1808, l'île, sans défense, subit le blocus de la flotte britannique. En 1809, les Anglais entament le conquête des possessions françaises : dans un premier temps, ils occupent l'île Rodrigues. Depuis ce point d'implantation, ils attaquent 
l'île Bourbon au début de 1810. L'invasion commence par l'attaque de Saint-Paul en septembre 1809, avant que les Britanniques concentrent leurs forces sur Saint-Denis. Handicapées par la faiblesse des fortifications, les troupes françaises sont dépassées lors de la bataille sur le terrain de La Redoute, quartier stratégique de Saint-Denis. Le colonel de Sainte-Suzanne, gouverneur de l'île, signe la capitulation le 9 juillet 1810.
Entretemps, une révolte d'esclaves éclate en 1809 à Saint-Paul, elle est écrasée par les Anglais.

### Occupation anglaise (1810-1815)
En 1810, le 7 juillet, les Britanniques débarquent à la Grande Chaloupe et font route vers Saint-Denis. Le 8 juillet a lieu la bataille de la Redoute. La Réunion capitule. Le 9 juillet, l'île reprend le nom d'île Bourbon.
Les Anglais conquièrent l'île de France en août 1810, imposant le départ de Decaen. De 1810 à 1815 la colonie est sous la domination britannique. Robert Townsend Farquhar occupe la fonction de gouverneur général. Bourbon, divisée en deux districts (Saint-Denis et Saint-Paul) est gouvernée par Henry Sheehy Keating.
Le premier établissement d'enseignement supérieur ouvre à Saint-Denis : c'est le collège royal.
En novembre 1811 a lieu la révolte d'esclaves de Saint-Leu, encore stoppée de manière sanglante par les Britanniques.
Charles Desbassayns plante de la canne à sucre au Chaudron près de Saint-Denis et y installe sa première sucrerie entre 1813 et 1815.
Par le traité de Paris de 1814 (article 8), les Britanniques rétrocèdent l'île à la France le 6 avril. La reprise de possession est accompagnée d'une proclamation royale adressée aux colons par le général Bouvet (gouverneur). Bourbon est la seule île de l'océan Indien rendue à la France. L'île compte alors 68 309 habitants. La culture de la canne à sucre se développe, mais l'île ne peut plus subvenir à ses besoins alimentaires.
Le retour de Napoléon lors de la période des Cent-Jours (de mars à juillet 1815) crée de nouvelles tensions avec la couronne britannique. Le gouverneur britannique de l'île Maurice écrit à Bouvet , l'invitant à restituer Bourbon. La résistance du gouverneur français et la seconde abdication de Napoléon après l'échec de Waterloo rendent caduque le projet.

## De la Restauration à l'abolition de l'esclavage (1815-1848)
En 1815, au congrès de Vienne, la traite des Noirs est officiellement interdite. La traite clandestine est cependant tolérée par les autorités de Bourbon et plus de 45 000 esclaves sont introduits à Bourbon entre 1817 et 1848.
En 1820, une épidémie de choléra sévit à la suite du débarquement de sacs de riz provenant de Calcutta et va tuer 178 personnes en cinq mois. Le gouverneur Milius décide d’isoler les noirs pour les soigner dans un lazaret situé « sous le vent de la rivière Saint-Denis » et dans lequel se trouvaient « casernés » les Noirs du roi.
En 1825, le premier déplacement d'Europe à La Réunion par bateau à vapeur prend 113 jours.
En octobre 1829, Duval d'Ailly est nommé gouverneur. Il prend ses fonctions le 3 juillet 1830 dans un contexte difficile : il arrive dans une colonie dévastée par les cyclones de 1829 et 1830. Il est également confronté aux journées révolutionnaires parisiennes de juillet 1830 (Trois Glorieuses) qui amènent à la monarchie de Juillet en métropole.
En mai 1831, Nicole Robinet de la Serve (1791-1842) crée l'association des Francs-Créoles. Il symbolise l'opposition à la Restauration et au clan aristocratique. Les Francs-Créoles sont favorables à un gouvernement de la classe moyenne avec un cens réduit, et revendiquent les droits des colonies. La même année est créée la chambre de commerce.
En 1832, le premier Conseil général est élu.
Après une lente phase d'installation, la canne à sucre réussit son essor dans les premières années de la décennie 1830. Cette culture extensive nécessite des regroupements de terres et d'importants capitaux. Le nombre de sucreries atteint 194 en fonctionnement dans l'île en 1834. Les propriétaires exploitent sur leurs plantations des centaines d'esclaves.
En 1840 est découverte la fécondation artificielle de la vanille par Edmond Albius.
La traite est énergiquement combattue. En 1845, Louis Philippe et le ministre de la Marine et des Colonies Ange René Armand de Mackau signent les lois Mackau qui adoucissent le régime des esclaves dans les colonies. Elles préparent l'abolition de l'esclavage.

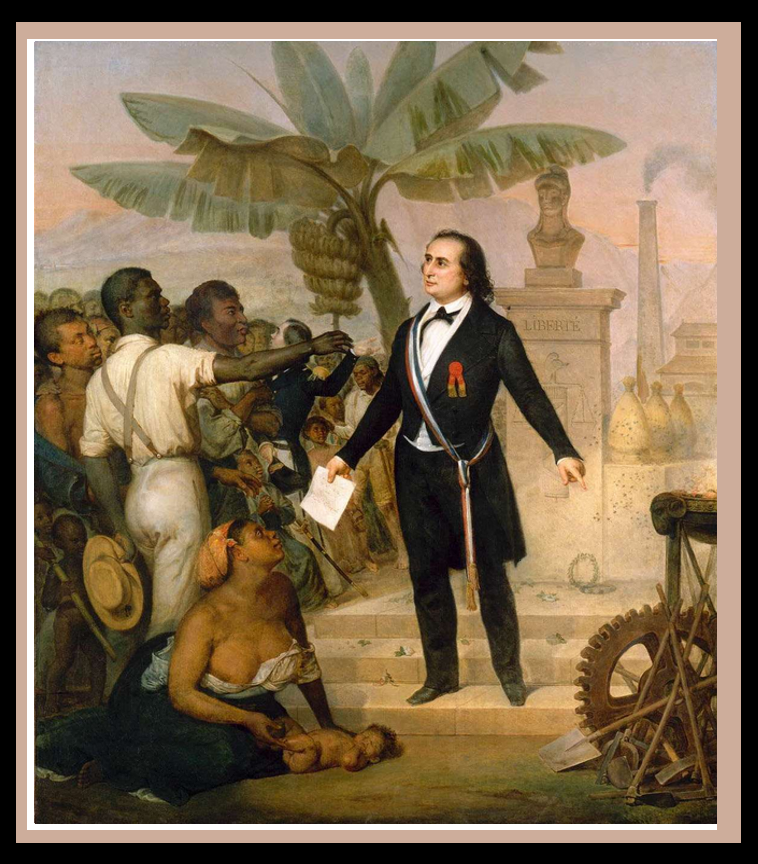
Publication du décret d'abolition de l'esclavage à La Réunion le 20 octobre 1848 par Sarda Garriga. Dans ce tableau, le commissaire de la République tient d’une main le texte officiel libérant les esclaves immédiatement et de l’autre main il montre les instruments de travail, invitant les nouveaux affranchis à continuer leur travail.

En 1848, les journées des 22 au 24 février renversent le régime de Louis Philippe. La Deuxième République est proclamée en métropole. La colonie reprend le nom d'île de la Réunion par arrêté gouvernemental du 7 mars 1848, promulgué sur place le 9 juillet 1848. L'île compte alors 103 490 habitants. Le 27 avril 1848 est publié en métropole le décret d'abolition de l'esclavage. Le 9 juin, la République est proclamée sur l'île. Le 20 décembre, Joseph Napoléon Sébastien Sarda Garriga, commissaire de la République, proclame l'abolition de l'esclavage à La Réunion. L'île compte alors plus de 60 000 esclaves. Cette abolition s'accompagne de l'indemnisation des propriétaires d'esclaves, en dédommagement du préjudice causé par l'affranchissement de leurs esclaves.

## De l'abolition de l'esclavage à la Seconde Guerre mondiale (1849-1945)

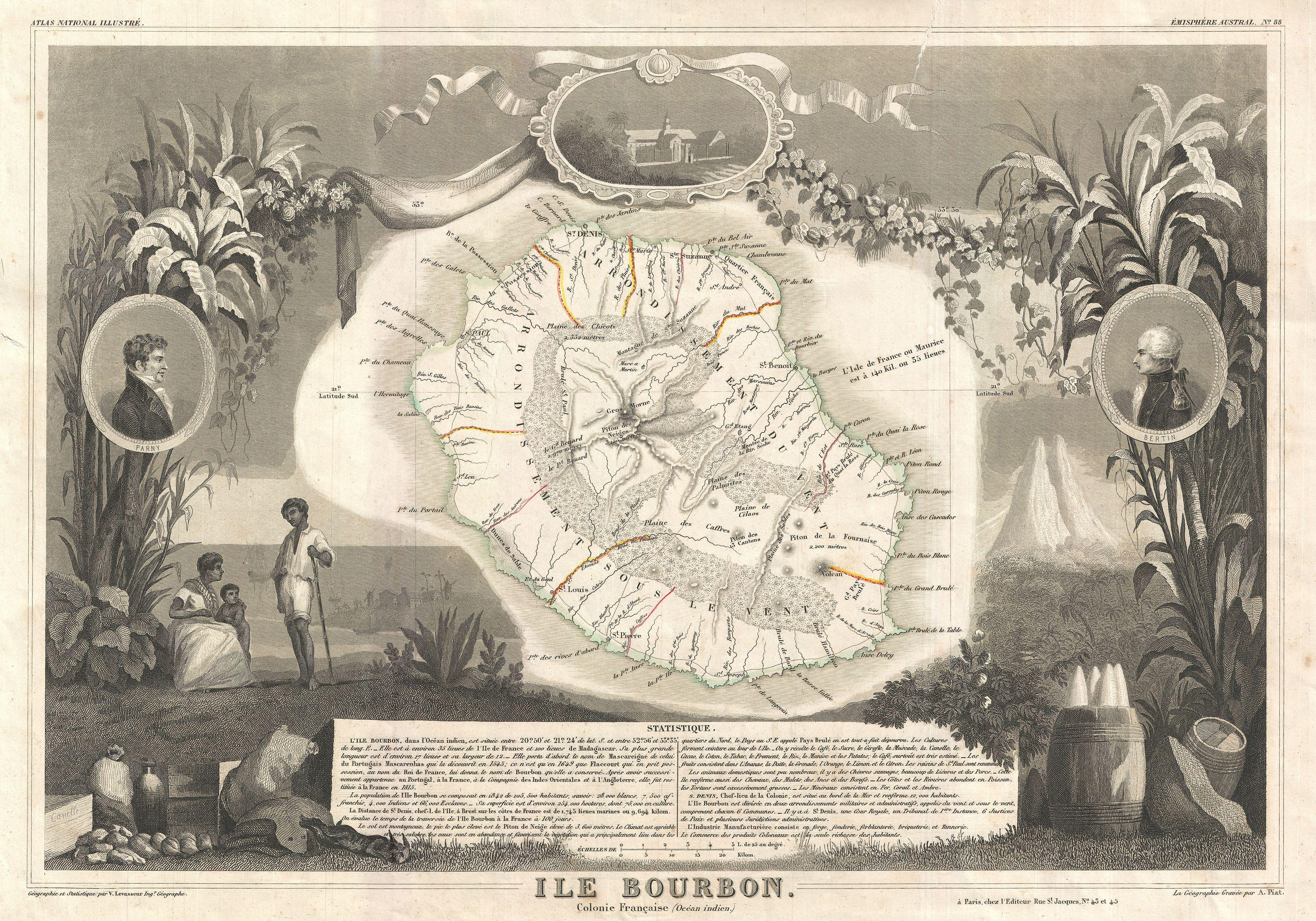
Bourbon au milieu du XIXe siècle.

L'esclavage est aboli mais l'île reste une colonie française jusqu'en 1946. Un nouveau système d'asservissement des hommes — « l'engagisme » ou concept plus adapté le « servilisme » — est à la base de la nouvelle organisation économique et sociale de l'île. Au 1er janvier 1848, la population esclave s'élève à 62 151 individus soit 60 % de la population totale. Libérés le 20 décembre 1848, les affranchis auront chacun un nom (attribué par l'administration coloniale) rajouté à leur ancienne appellation d'esclave. Une minorité d'entre eux acceptent de rester auprès de leurs anciens maîtres, les autres vagabondent dans l'île ou se réfugient dans les hauteurs de l'île à la recherche de terres libres à défricher.
Les esclaves n'avaient pas de nom de famille et étaient désignés par leur nom de baptême ou par un surnom plus ou moins fantaisiste. Lors de leur affranchissement en 1848, les textes précisent que « le nom donné à l’affranchi doit être différent de ceux déjà utilisés dans la colonie » pour éviter toute confusion avec les familles blanches. Les officiers d'état civil leur attribuent un nom souvent moqueur tiré d'une particularité ou d'un jeu de mots, ou faisant référence à l'Antiquité classique. Certains affranchis ont cherché à se défaire de ces noms mais la plupart sont encore en usage.
Plus de 100 000 « engagés » malgaches et africains (nommés « Cafres »), indiens (nommés « Zarabes » pour les musulmans du Nord, et « Malbars » pour les tamouls du Sud de l'Inde) et chinois seront introduits dans la colonie par les propriétaires d'anciens esclaves pour remplacer ceux-ci dans les plantations.

### De l'abolition de l'esclavage au Second Empire (1849-1870)
En septembre 1849 ont lieu les premières élections législatives au suffrage universel, mais les affranchis sont tenus à l'écart des votes. Leur abstention massive est due à la fois aux dires de l'administrateur colonial Sarda Garriga, qui les invite à s'abstenir s'ils ne comprennent pas les enjeux électoraux, et aux craintes des menaces physiques.
Sous le Second Empire, la personnalité du gouverneur Hubert-Delisle (1811-1881) domine la décennie 1850. Il prend ses fonctions le 8 août 1852. C'est le premier gouverneur né sur le sol de la colonie. Il impulse des transformations économiques avec la création de la Banque de La Réunion et de la Caisse d'épargne et de prévoyance pour financer ses projets. Il multiplie les travaux afin de donner du travail aux affranchis et aux engagés. Il lance des chantiers pour la construction d'une route faisant le tour de l'île et le percement d'un tunnel dans la montagne proche de Saint-Denis.
Après un ralentissement dans les années 1840, la canne à sucre reprend une remarquable expansion dans les premières années du Second Empire : la production passe de 23 000 tonnes en 1850 à 73 000 tonnes en 1860, le nombre d'usines de sucre progresse de 101 en 1851 à 125 en 1859. Le sucrier Gabriel de Kerveguen illustre le passage d'une agriculture classique à une agriculture de profit maximal, et opère la mutation du planteur en entrepreneur capitaliste.
Le muséum d'histoire naturelle de La Réunion est créé en 1854 et inauguré le 14 août 1855.
La pandémie de choléra débarque à l'Île Maurice. le Gouverneur Hubert-Delisle impose dès le 7 juin 1854 une quarantaine sur tout navire en lien avec Maurice et met en place des moyens préventifs. La Réunion est épargné pendant que 7 650 personnes sont mortes à Maurice. Par contre, en 1859, l'île est ravagée par des épidémies de choléra et de variole. L'année 1859 marque la fin de l'immigration africaine.
En 1860, le 21 avril est inauguré l'hôtel de ville de Saint-Denis en présence du gouverneur Rodolphe Darricau, de l’évêque Monseigneur Maupoint, et du maire Gibert-Desmolière. L'île compte 179 190 habitants.
En 1865, l'île est frappée par une épidémie de typhus.
Du 29 novembre  au 3 décembre 1868 a eu lieu les émeutes de Saint-Denis déclenchées au départ par une polémique entre trois journaux locaux dont celui du parti clérical et des Jésuites. Elle se finit par des blessés et des morts chez les manifestants. Le 4 décembre , l'état de siège est décrété.
Un grand incendie ravage Salazie en 1869. Cette même année, se produit une émeute à Saint-Denis suivie d'un état de siège pendant six mois.
L'ouverture du canal de Suez en 1869 coûte à l'île sa position stratégique sur la route du commerce des Indes. Néanmoins, la traversée en bateau depuis l'Europe ne demande plus qu'une cinquantaine de jours, contre le double en 1840 grâce au passage par ce nouveau canal.

### Colonie républicaine (1870-1940)
Le samedi 22 octobre 1870, une foule immense accompagne les 16 premiers volontaires créoles qui se sont enrôlés pour défendre la patrie contre la Prusse. Ils embarquent sur le « Danube » à destination de Marseille.
En 1872, l'île compte 193 360 habitants.
Le site de la Pointe des Galets est choisi en 1872 pour accueillir un port. La Compagnie du Chemin de Fer et du Port de la Réunion (CPR) obtient en 1878 le marché de réalisation des travaux publics, mais aussi la concession de l’exploitation du Port et du chemin de fer. En 1879 démarre le chantier du port avec plus de 15 000 ouvriers mobilisés. En 1886, le port de la Pointe des Galets est inauguré, à l’emplacement de l’actuel Port Ouest. Il assurera pendant un siècle la totalité du trafic portuaire.
En 1876, François de Mahy, député républicain depuis 1870, est réélu à la Chambre des députés. Dans un contexte où Madagascar devient le centre d'un intérêt notable pour l'élite dirigeante réunionnaise, François de Mahy organise un premier voyage d'études dans la « Grande Île ». Les élus républicains soutiennent la politique coloniale française et assurent l'expansion nationale à travers l'idée d'une colonie réunionnaise elle-même colonisatrice. De Mahy appuie le projet militaire de conquête de Madagascar. Entre 1881 et 1883, plusieurs expéditions françaises aboutissent à l'occupation de Tamatave et Majunga. En 1882, François de Mahy, ministre de la Marine, fait pression pour favoriser une nouvelle campagne militaire contre la Grande Île.
En 1882 ouvre la ligne du chemin de fer de la Réunion, longue de 126 kilomètres ; le tracé comporte 12 gares et 27 haltes de Saint-Benoît, Saint-Denis, La Grande Chaloupe, Saint-Paul, Saint-Leu, Étang-Salé les Bains, jusqu'à Saint-Pierre. La vitesse moyenne est de 20-25 km/h.
En 1885 prend fin l'immigration indienne.
En 1890, la traversée en bateau depuis l'Europe ne demande plus que 21 jours.
En 1894, après 33 ans de travaux, est inauguré le pont suspendu de la rivière de l'Est, qui permet le franchissement de la Rivière de l'Est, faisant office de frontière communale entre Saint-Benoît et Sainte-Rose.
Après douze années de combats, en 1896, Madagascar est annexée. Le général Gallieni atteste que la France doit de voir son drapeau flotter sur Tananarive à François de Mahy.
En 1897, la Réunion compte 173 190 habitants.

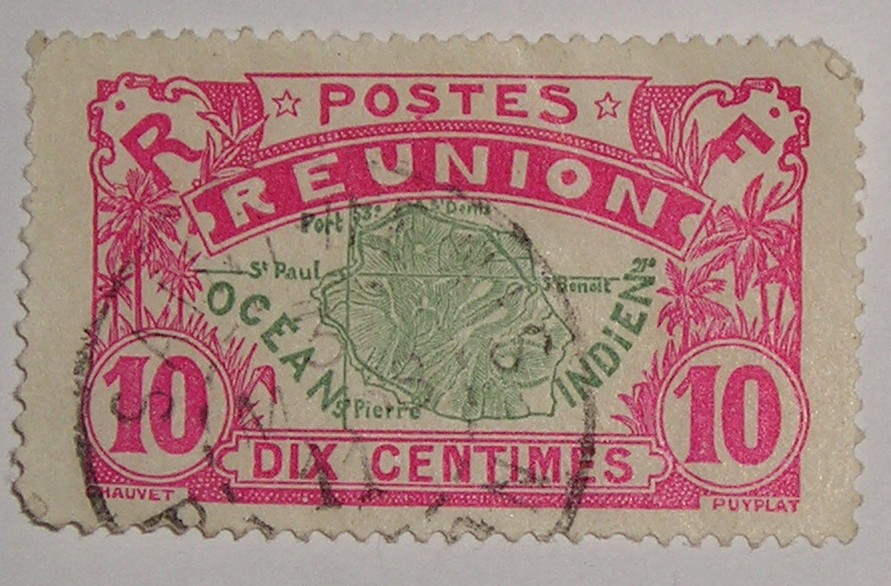
Timbre de La Réunion datant de 1907.

La date de 1900 voit l'importation de la première automobile dans l'île, et donne le point de départ du développement du couple voitures-routes.
En 1901, l'île exporte 41 500 tonnes de sucre.
Le 21 mars 1904, l'île subit un cyclone qui fera des victimes. Les pertes sont importantes.
Le 23 janvier 1907, Saint-Gilles brûle entièrement.
Le 26 février 1910, un incendie détruit entièrement le lycée de Saint-Denis, le lycée Leconte de Lisle. Un nouveau lycée est reconstruit et inauguré en 1913.
En 1911 est créé le musée des Beaux-Arts, l'actuel musée Léon-Dierx.
En 1914 ont lieu les élections législatives les plus violentes de La Réunion (14 morts, 300 blessés). Les Créoles participent à la Grande Guerre.
En 1923, La Réunion exporte les produits suivants : sucre, vanille, manioc, géranium, ylang ylang, vétyver, café, cacao, thé, tabac, chouchou, aloes, maïs, fruits et légumes.
Le 12 avril 1924 naît Raymond Barre à Saint-Denis. Il fait ses études au lycée Lecomte de Lisle à Saint-Denis de la Réunion.
En 1925, une liaison Le Port-Marseille en paquebot est inaugurée.
Le 26 novembre 1929, le premier avion atterrit sur l'île dans un champ de 300 mètres à Sainte-Marie.
Du 19 décembre au 28 décembre 1936 a lieu la première liaison aéropostale Le Bourget-Gillot.

### Seconde Guerre mondiale (1939-1945)
Le 2 septembre 1939, la déclaration de guerre est à la une des journaux. Le 5 septembre, le gouverneur Joseph Court annonce un plan d'évacuation pour les villes. De septembre 1939 à juin 1940, quatre contingents quittent l'île. Durant le conflit, des Réunionnais combattent sur tous les fronts où luttent les armées françaises. Le conflit fait peu de morts parmi les militaires, mais plus de 600 combattants réunionnais seront faits prisonniers dans les combats. Certains sont ainsi capturés par la Wehrmacht en 1940 et passeront la guerre en captivité dans les Stalags et Frontstallags, d'autres combattants dans les rangs de l'armée vichyste à Madagascar seront capturés par les Britanniques en 1942 et détenus en Afrique. 
Le 30 novembre 1942, La Réunion se rallie à la France libre.

## Un département abandonné (1946-1958)

### Une colonie exsangue au lendemain de la guerre
Au lendemain de la guerre, La Réunion (225 000 habitants) est une colonie exsangue. Le trafic maritime chute de 131 navires en 1939 à 56 en 1946, avec une quantité de marchandises débarquées inférieure de 60 % à la situation d'avant-guerre. L'île est en situation de pénurie, la ration alimentaire (viande et poisson) annuelle par habitant passant de 14,9 kilos en 1938 à 9 kilos en 1945. L'agriculture est dans une situation désolante. Les installations thermiques et hydrauliques sont dans un état pitoyable, de même que le réseau routier (sur 350 kilomètres de routes, seuls 40 sont bitumés). Trois cyclones, en avril 1944, puis janvier et avril 1945 ralentissent le redressement. Le cyclone des 6 et 7 avril 1945 entraîne des pertes agricoles de 50 %, les dommages sont estimés à 300 millions de francs. Une forte mortalité est due à un état sanitaire déplorable : la tuberculose, l'amibiase, la bilharziose, et surtout le paludisme règnent en maître dans l'île.

### La loi de départementalisation
À la Libération, deux partis politiques s'affrontent : le Comité républicain d'action démocratique et sociale (CRADS) présidé par Raymond Vergès et l'Union républicaine démocratique et chrétienne (URDC) dirigée par Alexis de Villeneuve. Après le scrutin pour l'Assemblée constituante le 21 octobre 1945, les deux élus Léon de Lepervanche et Raymond Vergès adhèrent au PCF. En mars 1946, le vote de la loi de départementalisation concrétise des propositions déposées successivement puis collectivement par les élus de la Martinique, de la Guadeloupe, de la Guyane, et de la Réunion. La départementalisation répond à une demande d'intégration, aux attentes d'une assimilation et aux exigences de la justice sociale et peut apporter aux quatre vieilles colonies, à travers ce nouveau statut, la reconnaissance de la République et la perspective d'une amélioration du quotidien des populations. Le 12 mars, lors de la discussion des propositions de loi, Césaire, Monnerville, Lepervanche et Vergès peuvent compter sur l'appui majoritaire des communistes et socialistes. Le 19 mars 1946, la loi de départementalisation est votée. La Réunion est intégrée dans l'État français et devient département français d'outre-mer.

### Un département abandonné
En janvier 1948, un cyclone dévaste La Réunion : des vents de 300 km/h font 165 morts et 3 milliards de francs CFA de dégâts.
En janvier 1949, André Blanchet publie une série de cinq articles dans Le Monde. Le journaliste fait l'inventaire des misères et des pénuries qui affectent l'île, dressant un acte d'accusation pour « une mère patrie », qui a négligé l'ancienne colonie et une République qui oublie ses DOM ; « dans un inventaire général des départements français, la Réunion apparaîtrait comme un des plus pauvres ». Le journaliste relève le manque d'hôpitaux, d'écoles (« pour quarante mille enfants fréquentant l'école, vingt-deux mille places assises dans des bâtiments dont certains menacent ruine ») ou de moyens de transport.
Entre 1946 et 1959, la population augmente de 44 %, passant de 227 500 à 329 400 habitants. En 1951, le taux de mortalité infantile est de 164 ‰, soit trois fois supérieur à celui de la moyenne nationale. L'espérance de vie reste faible : sur la période de 1951 à 1955, elle est de 47 ans pour les hommes, et de 53 ans pour les femmes. Une des caractéristiques de la population réunionnaise est sa jeunesse : le recensement de 1954 montre un âge moyen de 23 ans pour les hommes et de 25 ans pour les femmes. La situation sanitaire est alarmante : en 1948, on ne recense que 29 médecins généralistes  et un radiologue, 17 pharmaciens, 9 dentistes, 17 infirmières, 60 sages-femmes, cinq petits hôpitaux ne totalisant que 460 lits, 11 orphelinats, un hôpital d'enfants et un hospice.
Au début de la décennie 1950, le député Raphaël Babet lance le projet de la Sakay à Madagascar. La région de la Sakay, nom d'une rivière, est située à moins de 250 kilomètres à l'ouest de Tananarive. Elle doit accueillir des émigrants réunionnais et leur permettre de créer des concessions agricoles. Les premières familles réunionnaises s'implantent en août 1952. Cette expérience, qui dure jusqu'en 1977, est le premier plan visant à organiser une politique d'émigration.

## L'époque des grandes mutations (depuis 1958)
De 1958 à nos jours, l'île de La Réunion connaît une accélération de son histoire. En un demi-siècle, les bouleversements sociaux, économiques, politiques sont considérables. La société de plantation de l'époque coloniale laisse la place à la société de consommation, mais l'économie réunionnaise reste fragile, artificielle, déséquilibrée avec un secteur tertiaire hypertrophié et des transferts sociaux abondants qui entretiennent un assistanat aux conséquences catastrophiques. En l'espace d'un demi-siècle, la population (227 000 habitants en 1946) a triplé (740 000 habitants en 2004), résultat de progrès médicaux considérables entraînant une baisse spectaculaire de la mortalité tandis que la natalité reste forte, et, plus récemment d'un pouvoir attractif de l'île qui attire de plus en plus d'immigrants de la métropole, d'Europe et de l'océan Indien. La croissance économique, bien que forte, ne suffit pas à donner de l'activité à toute cette population, d'où l'importance du taux de chômage.
En 1960, les cyclones sont désormais baptisés par des noms féminins.
Entre 1960 et 1962, La Réunion est envisagée comme site d'essais nucléaires.
Le 28 février 1962, le cyclone Jenny fait 37 morts, 150 blessés et 16 000 sans abris. Les vents dépassent les 250 km/h. L'église Saint-Nicolas de Champ Borne, à Saint-André, est totalement détruite.
En 1962, l'île compte 354 294 habitants.
Michel Debré, battu aux élections législatives d'Indre-et-Loire de novembre 1962, décide de se présenter à La Réunion. Le 5 mai 1963, il est élu pour la première fois aux élections législatives partielles dans la première circonscription de La Réunion. Il restera député de La Réunion pendant 25 ans. Michel Debré crée le Bureau pour le développement des migrations dans les départements d'outre-mer (Bumidom) le 7 juin 1963. Le programme mis en place par Michel Debré pour contribuer au repeuplement de la Creuse par l'immigration d'enfants réunionnais a été porté par le Bumidom. Cette affaire est connue sous le nom des « enfants de la Creuse ». De 1963 à 1982, 1 630 enfants réunionnais ont été « arrachés » à leur île natale et envoyés, pour la plupart, dans la Creuse et en Lozère pour repeupler ces départements et pour contenir le risque démographique à La Réunion.
Le 1er août 1964 commence la construction de l'usine hydroélectrique de Takamaka.
En 1965, Saint-Pierre, « capitale du Sud » devient sous-préfecture de l'île.
Le 6 mai de la même année, 15 millions de mètres cubes de roches et de terre se détachent du rempart du Bras de Mahavel pour obstruer la vallée de la rivière des Remparts en amont de Saint-Joseph (éboulis de Mahavel).
Le 9 mars 1968 survient l'accident aérien le plus grave de l'histoire de l'île dans les Hauts de Sainte-Marie.
En 1969-1970 a lieu une campagne clandestine d'avortements et de stérilisations forcées ciblant les femmes de couleur, dans une clinique de Saint-Benoît. Les avortements sont organisés par la classe dirigeante de l'île. L'affaire se double d'un scandale d'escroquerie à la Sécurité sociale.
Le 1er janvier 1975 marque l'abandon du franc CFA au profit du franc français.
Le 20 novembre 1975 Gilbert Aubry est nommé évêque du diocèse de Saint-Denis de La Réunion. Il est le premier évêque réunionnais du diocèse de La Réunion. Il est consacré le 2 mai 1976, et restera en fonction jusque 2023.
En 1976, la route en corniche ou route du Littoral, qui relie Saint-Denis à La Possession sur 11,7 km, est élargie à 2x2 voies. Elle est livrée le 5 mars après 29 mois de travaux. Elle a coûté 230 millions de francs.
Du 25 août au 1er septembre 1979 ont lieu les premiers Jeux des îles de l'océan Indien. Ils se tiennent à La Réunion.
À la suite de la loi de décentralisation du 2 mars 1982 conçue par Gaston Defferre, le premier Conseil régional de La Réunion est élu le 28 février 1983.
Le 1er décembre 1984 est créée l'Académie de La Réunion, circonscription administrative de l'Éducation nationale.
Le 1er janvier 1996, le président de la République Jacques Chirac instaure officiellement l'égalité sociale avec la métropole.
En 1999, la Réunion compte 700 000 habitants.
En novembre 2000, un projet de bidépartementalisation de La Réunion est abandonné.
Les 22-23 janvier 2002, le cyclone Dina passe sur les côtes nord l'île. Les rafales atteignent ou excédent fréquemment les 180 km/h sur le littoral (187 km/h à Gillot-aéroport et à Saint-Louis, 180 km/h à Pierrefonds-aéroport et au Port) et localement les 200 km/h dans les Hauts (220 km/h à la Plaine des Cafres, 209 km/h au Gîte du volcan).
À partir de décembre 2005 et en 2006, une épidémie de Chikungunya touche La Réunion.
Le 23 juin 2009, la route des Tamarins est ouverte à la circulation entre Saint-Paul et L'Étang-Salé après cinq ans de travaux.
De 2005 à 2013 sont mises en service cinq nouvelles antennes d’irrigation du Littoral Ouest.
4 700 ha de terres agricoles bénéficient de l’irrigation. 794 agriculteurs sont concernés. En 2016 a lieu la fin des travaux.

#### Ouvrages
- L'île de la Réunion. Question coloniale ; par un créole de cette île, Lacroix, Verboeckhoven et Cie (Paris), 4 avril 1869, In-8°. Pièce (présentation en ligne, lire en ligne)
- (fr) Georges Azéma, Histoire de l'île Bourbon depuis 1643 jusqu'au 20 décembre 1848, Henri Plon, Paris, 1862
- (fr) Jean-Pierre Coevoet, Jean-Marie Desport. Le temps des pionniers : 1663-1715. La première vague d’immigration à l’île Bourbon : une histoire souvent mythifiée, parfois mystifiée. Expressions, 2009, Spécial Histoire-Géographie, 33, p. 157-210. ffhal-02408372f, lire en ligne
- (fr) Yvan Combeau, Histoire de la Réunion, Éditions des Presses universitaires de France (PUF), coll. « Que sais-je ? », 24 août 2022, 128 p.
- (fr) Jean-Marie Desport, De la servitude à la liberté : Bourbon des origines à 1848, CCEE, Saint-Denis, 2017, 93 p.
- (fr) Prosper Ève, Île à peur, la peur redoutée ou récupérée à La Réunion des origines à nos jours, Océan Éditions, Saint-André, 1992
- (fr) Cédric Fontaine, Prisonniers de Guerre Réunionnais - Une histoire méconnue de la Seconde Guerre mondiale, Ibis Rouge, 2025  (ISBN 978-2375206058)
- (fr) Olivier Fontaine, Navigation, navires, navigateurs à Bourbon (1612-1793), Orphie, Saint-Denis, 2021
- (fr) Gilles Gauvin (auteur), Fabrice Urbatro (illustrateur), Les grandes dates de l'histoire de La Réunion, Sainte-Clotilde à la Réunion (lieu d'édition), Epsilon éditions, 2013, 56 p.
- (fr) Gilles Gauvin, Michel Debré et l'île de la Réunion. Une certaine idée de la plus grande France , Presses universitaires du Septentrion, Lille, 2006
- (fr) M. Jauzelon et J.-E. Monnier, De la Réunion à l'Allemagne 1939-1945 : Le périple d'une ambulancière et d'un résistant, Éditions Surya 2009, 120 p.  (ISBN 97829531989-8-0) lire en ligne
- (fr) Raoul Lucas et Mario Serviable, Les Gouverneurs de La Réunion. Ancienne île de La Réunion, Sainte-Clotilde, Éditions du Centre de recherche indianocéanique, 1987.
- (fr) Henri Maurin (direction), Jacques Lentge – Daniel Vaxelaire – Jules Bénard (collectif), Le Mémorial de La Réunion, Australe Éditions / Éditions Orphie. 1979-1985 – 2003.

Encyclopédie historique en 7 volumes :
– Tome 1 – Des origines à 1767
– Tome 2 – 1768-1848
– Tome 3 – 1849-1882
– Tome 4 – 1883-1913
– Tome 5 – 1914-1939
– Tome 6 – 1940-1963
– Tome 7 – 1964-1979
Réédition par Orphie en 2003
- (fr) Claude Prudhomme, Histoire religieuse de La Réunion, éditions Karthala, Paris, 1984, extraits en ligne
- (fr) Daniel Vaxelaire, Vingt-et-un jours d’histoire, initiation à l’histoire de La Réunion, Azalées Éditions (1992, 4 rééditions). Réédition revue, corrigée et complétée Orphie 2005, 2008.
- (fr) Daniel Vaxelaire, L'histoire de la Réunion : Tome 1. Des origines à 1848, Orphie, 12 mai 2009, 349 pages
- (fr) Daniel Vaxelaire, L'histoire de la Réunion : Tome 2. De 1848 à 2022, Orphie, 8 octobre 2022, 384 pages

#### Articles
- Jean-Pierre Coevet et Jean-Marie Desport, « Le temps des pionniers : 1663-1715. La première vague d’immigration à l’île Bourbon : une histoire souvent mythifiée, parfois mystifiée », Expressions, no 33,‎ 2009, p. 178-179 (lire en ligne, consulté le 15 novembre 2023)